# Tricliceras tanacetifolium
Tricliceras tanacetifolium är en passionsblomsväxtart som först beskrevs av Johann Friedrich Klotzsch, och fick sitt nu gällande namn av R.B. Fernandes. Tricliceras tanacetifolium ingår i släktet Tricliceras och familjen passionsblomsväxter. Inga underarter finns listade i Catalogue of Life.